# Piguet Galland & Cie
Piguet Galland & Cie SA ist eine Schweizer Privatbank. Ihre Kernaktivitäten umfassen die Vermögensverwaltung, das Private Banking sowie das Anlagefondsgeschäft.
Das Unternehmen beschäftigt rund 180 Mitarbeiter und betreut ein Kundenvermögen in Höhe von 8 Milliarden Schweizer Franken. Die Privatbankgruppe befindet sich heute zu 85 % im Besitz der Banque Cantonale Vaudoise, während die restlichen 15 % von Mitarbeitern der Bank gehalten werden. Der Hauptsitz befindet sich in Yverdon mit Filialen in Genf, Lausanne, Neuenburg NE und Nyon.

## Geschichte
Piguet Galland & Cie SA entstand im April 2011 aus der Fusion der beiden Privatbanken Franck Galland & Cie sowie Piguet & Cie.
Die Privatbank Banque Piguet & Cie wurde 1856 durch Louis Michod in Yverdon als Banque Michod gegründet. 1888 übernahm sein Schwiegersohn Alfred Piguet die Unternehmensleitung. Gleichzeitig wurde das Institut in Banque Alfred Piguet & Cie. umbenannt. Das Bankhaus befand sich über vier Generationen im Besitz der Familie Piguet, bevor im Jahre 1991 die Banque Cantonale Vaudoise Mehrheitsbesitzerin wurde.
Das Bankhaus Banque Franck Galland & Cie entstand im Jahr 2003 durch den Zusammenschluss der im Jahre 1889 in Lausanne von Alfred Galland gegründeten Banque Galland sowie der Genfer Banque Franck, gegründet 1965 von Alain Franck und seit 1976 im Besitz der Johnson Financial Group mit Hauptsitz in Racine, Wisconsin. Im Jahre 2010 übernahm die Banque Cantonale Vaudoise alle ausstehenden Aktien.